# Khetsun Sangpo
Khetsun Sangpo Rinpoche (Tibet; ca. 1920/22 - 6 december 2009) was een Tibetaans geestelijke, leraar en schrijver van belangrijke religieuze en geschiedkundige teksten en gedichten zoals "Tantic Practice in Nyingma". Hij was een van de laatst overgebleven meditatieleraren die geboren was in Tibet zelf en onderwezen is in alle vijf de Tibetaanse stromingen. Hij heeft lesgegeven aan een scala van Tibetaanse alsook westerse leraren waaronder: de veertiende dalai lama, de tweede Düdjom Rinpoche, Dilgo Khyentse Rinpoche, Dzogchen Lama Thubten Rinpoche, Kangyur Rinpoche, Kharag Yongzin Rinpoche, Khyentse Chögyi Lödö Rinpoche, Shuksep Lochen Rinpoche, Ngawang Norbu Rinpoche, geshe Sogyal Rinpoche, John O'Connell en Andrew Cohen.
De specialisatie van Khetsun Sangpo Rinpoche betrof:
- metafysica in het Tibetaans boeddhisme
- de gehele dzogchen-training
- de zeven geheime leren
- Yangtig Nagkpo Sergye Druchig
- de leringen van Nyingtic Yeshe Lama, Yonten Zod en Rinchen Terzö

Khetsun Sangpo Rinpoche beschouwde zichzelf meer als dharmist dan als boeddhist en voelde zich niet verbonden met een van de 4 grote Tibetaans boeddhistische stromingen. Khetsun Sangpo Rinpoche was een voorvechter geworden voor het onderzoeken van de eigen persoonlijke balans in plaats van dit in collectiviteit proberen neer te zetten in de vorm van een school of stroming.
- Bibliothèque nationale de France: cb12504452m (data)
- Gemeinsame Normdatei: 111808472
- International Standard Name Identifier: 0000 0001 1039 1816
- Library of Congress Control Number: n83186674
- Nederlandse Thesaurus van Auteursnamen: 107822245
- Système universitaire de documentation: 061742864
- Virtual International Authority File: 12939484
- WorldCat: E39PBJjt76F7jdrx64MycppF8C